# Der gefährlichste Mann der Welt
Der gefährlichste Mann der Welt ist ein zur Zeit des Kalten Kriegs spielendes US-amerikanisch-britisches Filmdrama von J. Lee Thompson mit Gregory Peck in der Hauptrolle. Die Geschichte basiert auf dem Roman The Chairman (auf dt.: Der Vorsitzende) von Jay Richard Kennedy.

## Handlung
Die Handlung spielt zur Entstehungszeit des Films, also Ende der 1960er Jahre. Dr. John Hathaway ist ein überaus angesehener, US-amerikanischer Wissenschaftler und Nobelpreisträger, der an einer Londoner Universität lehrt. Eines Tages wird er von Generalleutnant Shelby von der US-Botschaft gebeten, in die Volksrepublik China zu reisen, angeblich um ein landwirtschaftliches Enzym entgegenzunehmen, das von Hathaways chinesischem ehemaligem Lehrer Soong Li entwickelt wurde. Durch dieses Enzym, so wird behauptet, können Pflanzen in jedem Klima wachsen. Da die dazugehörige Formel dem Besitzer in diesem Bereich die Weltherrschaft garantieren würde, erklärt Shelby, dass sowohl die Vereinigten Staaten als auch die Sowjetunion ein Interesse daran haben, dass ihr Monopol nicht bei den seit der Kulturrevolution (1967) als hochgradig gefährlich angesehenen Chinesen verbleibt. Hathaway zögert zunächst, die Reise anzutreten, sowohl aufgrund seiner romantischen Beziehung zu College-Professorin Kay Hanna als auch wegen seiner Ablehnung der amerikanischen Fernostpolitik, aber ein Anruf des US-Präsidenten überredet ihn schließlich, doch die Mission zu übernehmen. 
Zur Vorbereitung der Reise wird Hathaway ein Sender in den Schädel implantiert, damit er per Satellit mit den Beamten in London kommunizieren kann. Hathaway weiß nicht, dass der Sender auch mit einem Sprengsatz ausgestattet ist, der von London aus gezündet werden kann, falls dies für notwendig erachtet wird, etwa wenn er in Feindeshand gerät und „plaudern“ könnte. In Hongkong angekommen, wird Hathaway nach einem Rendezvous mit einer jungen, verführerischen Chinesin namens Ting Ling erst mit einem Telefonhörer niedergeschlagen und dann von Yin, dem Chef der chinesischen Sicherheitskräfte, in die Volksrepublik verschleppt. Dort kommt es zu einer ersten Begegnung mit dem Vorsitzenden der Kommunistischen Partei (ungenannterweise Mao Tsetung), dem titelgebenden „gefährlichsten Mann der Welt“. Während eines Tischtennisspiels, bei dem beide Männer ihre Standpunkte austauschen, überredet der Vorsitzende Hathaway, bei der Produktion des Enzyms zu helfen, indem er ihm versichert, dass China plant, die Entdeckung mit der Welt zu teilen. Mit der Hilfe von Soong Lis Tochter Soong Chu, einer brillanten Wissenschaftlerin und Mitglied der Roten Garde, perfektionieren Hathaway und Soong Li das Enzym, aber ihre Experimente werden gestoppt, als die Roten Garden das Labor stürmen und Soong Li angreifen, weil er als Oppositioneller und Regimekritiker gilt. 
Hathaway beschließt, den Mikrofilm, auf dem die Formel aufgezeichnet ist, zu entwenden, muss aber plötzlich feststellen, dass dieser verschwunden ist. Soong Li nimmt sich bald darauf das Leben und hinterlässt Hathaway nur ein Buch mit den Zitaten des „Großen Vorsitzenden“. Er flieht, unterstützt von Yins Leutnant Chang Shou, der eigentlich in sowjetischen Diensten steht und somit ein Doppelagent ist. Yin hat jedoch mittels Radar den Sender in Hathaways Schädel entdeckt, und die Chinesen nehmen durch die somit mögliche Ortung Hathaways dessen Verfolgung auf. Hathaway macht sich auf den Weg zu dem elektronisch gesicherten Zaun an der chinesisch-sowjetischen Grenze. Shelby in London beschließt, den Sprengsatz zu zünden, als Hathaway offensichtlich nicht sowjetischen Boden erreichen kann. Sowjet-Soldaten setzen jedoch von russischer Seite Hathaways chinesische Verfolger unter Granatbeschuss und sprengen einen Teil des Zauns, wodurch der Professor die Grenze überqueren kann. 
Sicher daheim in London angekommen, entdeckt Hathaway, dass das Buch des Vorsitzenden (wohl eine so genannte Mao-Bibel), das Soong Li ihm gegeben hat, die Enzymformel enthält. Erst jetzt erfährt der amerikanische Professor, dass er die ganze Zeit einen Sprengsatz im Kopf getragen hatte. Hathaway erfährt auch, dass die angloamerikanischen Behörden ebenso wie die Chinesen beabsichtigen, die Formel geheim zu halten, und beschließt daher gemeinsam mit Kay, diese Entscheidung im Interesse der Menschheit zu konterkarieren.

## Produktionsnotizen
Gedreht in der zweiten Jahreshälfte 1968 in der britischen Kronkolonie Hongkong (da man erwartungsgemäß für die Volksrepublik China keine Drehgenehmigung erhalten hatte) sowie in Taiwan, Wales und in den Pinewood Studios bei London, wurde der Film am 25. Juni 1969 in New York uraufgeführt. Im mitproduzierenden Großbritannien lief der Film im darauf folgenden Monat an. Die deutsche Premiere war am 12. September 1969.
Pepi Lenzi übernahm die Produktionsleitung. Peter Mullins entwarf die Filmbauten, Anna Duse die Kostüme.
Dies war die letzte Zusammenarbeit des britischen Regisseurs Thompson mit Hollywoodstar Peck. Die beiden hatten unter anderem zu Beginn desselben Jahrzehnts zwei veritable Kassenfüller gedreht: den Kriegsfilm Die Kanonen von Navarone und den Rachethriller Ein Köder für die Bestie.

## Wissenswertes
Interessant ist, dass in diesem Film die Bösewicht-Rolle, die im anglo-amerikanischen Politfilmdrama nach 1945 bislang der Sowjetunion zugedacht war, nunmehr an die kommunistische Volksrepublik China ging, die seit der Kulturrevolution als extrem unberechenbar und hochgefährlich galt und dass demzufolge die nicht minder kommunistische UdSSR plötzlich als eventueller Verbündeter bei der Eindämmung rotchinesischen Herrschaftsstreben ins Spiel gebracht wurde.

## Synchronisation
Die deutsche Synchronfassung entstand 1969 bei der Berliner Synchron GmbH unter der Synchronregie von Hans Dieter Bove, nach dem Dialogbuch von Fritz A. Koeniger.
| Rolle                 | Darsteller   | Synchronsprecher    |
| --------------------- | ------------ | ------------------- |
| Dr. John Hathaway     | Gregory Peck | Claus Biederstaedt  |
| Shelby                | Arthur Hill  | Heinz Petruo        |
| Benson                | Alan Dobie   | Herbert Stass       |
| Der Vorsitzende (Mao) | Conrad Yama  | Klaus Miedel        |
| Yin                   | Eric Young   | Claus Jurichs       |
| Signals Captain       | Simon Cain   | Toni Herbert        |
| Stewardess            | Mai Ling     | Beate Menner        |
| Yin                   | Eric Young   | Claus Jurichs       |
| Nachrichtensprecher   | N.N.         | Michael Chevalier   |
| Professor Soong Li    | Keye Luke    | Wolfgang Amerbacher |

## Kritiken
Die Bewertungen fielen sehr verhalten bis mau aus. Nachfolgend mehrere Beispiele:
In der New York Times verortete Howard Thompson „einen außergewöhnlichen Start für einen Film, der in der ersten Hälfte provozierende Unterhaltung bietet“ und im späteren Teil „auseinanderzufallen beginnt“. Es sei „dieser 007-Geschmack, der den ersten Teil des Films so fesselnd macht, mit einigen coolen, bissigen Dialogen, der klaren Regie von J. Lee Thompson und der malerischen Pracht der Kulissen und exzellenten Farbfotografien in Hongkong, Taiwan und simulierten Orient-Schauplätzen.“ Der Rest, so das Blatt, sei vorhersehbar. Fazit: „Die beeindruckende Realität und Herausforderung des Films geht in einem enttäuschenden Mischmasch verloren.“
Der Movie & Video Guide verortete hier „viel Gerede aber wenig Action“ und auch Halliwell’s Film Guide sah den Streifen als „bedauerlich langsam“ an.
Das Lexikon des internationalen Films schrieb: „Britischer Propagandafilm, dessen naiv-spannungsvolle Handlung von einer gelben Gefahr ausgeht, die den Westen und die Sowjetunion zum gemeinsamen Vorgehen gegen Rotchina genötigt hat. […] Ein nur leidlich spannender Agentenfilm ohne wirkliche Überraschungen.“
Der Onlineauftritt von Cinema zog folgendes Resümee: „Etwas hüftlahme Kalter-Kriegs-Propaganda“.